# Carrera Solar Atacama

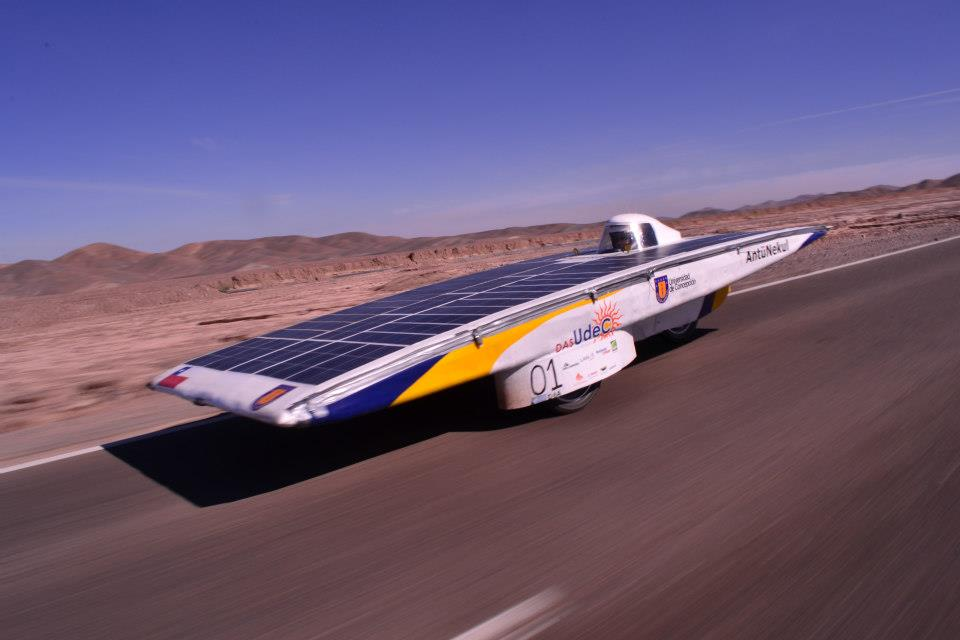
Vehículo eléctrico propulsado mediante energía fotovoltaica.

La Carrera Solar Atacama (CSA, Atacama Solar Challenge) es una competencia de vehículos solares que se realiza en Chile; única en América Latina, en la cual se reúnen equipos provenientes de toda la región con sus respectivos vehículos solares para recorrer el Desierto de Atacama.
Esta carrera tiene una duración de cuatro días y en ella se recorren más de mil kilómetros entre las ciudades de Iquique, Pozo Almonte, Antofagasta y Calama. Recientemente se ha realizado la versión 2016 en donde ha resultado ganador en la categoría Evolución el equipo Solar KAN de la Universidad de Concepción con el AntüNekul2s. En tanto en la categoría Híbridos el triunfo lo obtuvo el equipo de Bolivia.

## Origen y Desarrollo
La Carrera Solar Atacama se lanzó oficialmente en octubre del año 2010 en el Salón del Automóvil, bajo la dirección general de Leandro Valencia marcando así un hito energético en la historia de Chile. 
El inicio y desarrollo de esta gran iniciativa se ha dado por el esfuerzo de casas de estudio, empresas, gobierno y de manera muy destacada, de los jóvenes emprendedores provenientes de distintos rincones de la región.
El 3 de junio de 2011 la Carrera Solar Atacama organizó la Ia Feria de Autos Solares realizada en el campus San Joaquín de la Universidad Técnica Federico Santa María, una iniciativa que contó con la participación de 20 equipos nacionales, los cuales expusieron sus proyectos a través de maquetas y modelos de los autos que participarían en la primera carrera realizada en septiembre del mismo año. 
Ya en el año 2012 la Carrera Solar Atacama volvió a organizar la II Feria de Autos Solares. En esta ocasión se realizó en Espacio Riesco y convocó a equipos provenientes de todo Chile a mostrar sus prototipos y proyectos solares con los que participarán en la 'Carrera Solar Atacama 2012. También se contó con la participación de 60 empresas expositoras y cientos de visitantes, tanto Chilenos como extranjeros.
Carrera Solar Atacama cuenta con dos categorías. La primera es Desafío Solar Atacama, donde compiten vehículos impulsados exclusivamente con energía solar fotovoltaica. Y la 'Ruta Solar' que está compuesta por autos híbridos que funcionan sobre la base de energía solar fotovoltaica y humana.

## Carrera Solar 2011
El 30 de septiembre de 2011 el sueño que se había creado el 2010 se transformó en realidad con la primera carrera solar realizada en Chile y en Latinoamérica. Esta primera versión tuvo una duración de tres días y un recorrido de 1060 kilómetros. Además contó una inscripción inicial de 30 vehículos, de los cuales solo 11 (los que superaron las pruebas técnicas) esperaban ansiosos en la línea de partida ubicada en la comuna de Pozo Almonte, con el mítico pueblo Humberstone como imagen de fondo.
Esta carrera no solo congregó a equipos nacionales, sino también a equipos provenientes de Argentina, Puerto Rico, Ecuador y México.
El equipo ganador de la carrera 2011 en la categoría 'Desafío Solar Atacama' fue el 'Antakari', con su modelo 'Intikallpa' que fue desarrollado en conjunto por la Universidad de la Serena, Minera los Pelambres y el Instituto Politécnico de Illapel. En segundo lugar llegó el 'Eolian 2', vehículo construido por el equipo del mismo nombre, perteneciente a la Universidad de Chile. En la categoría de la 'Ruta Solar', el equipo ganador fue el 'Los Andes Solar Team'.

## Carrera Solar 2012
La segunda versión de CSA se llevó a cabo entre el 15 y el 18 de noviembre de 2012, recorriendo sobre 600 kilómetros. En la categoría Desafío Solar Atacama, el equipo Antakari confirmó su condición de campeón, superando a los equipos Eolian, de la Universidad de Chile, y AntuNekul de la Universidad de Concepción, que obtuvieron el segundo y tercer lugar respectivamente.
En la categoría La Ruta Solar el equipo Acapomil de la Academia Politécnica Militar obtuvo el primer lugar, seguido por CIS-Diseño UNAB, de la Universidad Andrés Bello y Solar Mecatrónica UC, de la Universidad Católica.
La siguiente versión de Carrera Solar Atacama se llevará a cabo en 2014 y contempla cinco días de competencia y una nueva categoría.

## Carrera Solar 2014
En la tercera versión del "Rally Ecológico de Chile” realizado en 2014, la organización se propuso montar un campamento en el Parque El Loa, Calama, con el objetivo de mejorar la comunicación y logística para los equipos, además de servir como un medio de difusión de la competencia, permitiendo que en uno de los días, la comunidad conociera los vehículos en competencia.

## Carrera Solar 2016
La realización de la cuarta versión del Rally Ecológico de Latinoamérica recorrió 2.300 kilómetros, pasó por tres regiones del país, e incorporó por primera vez en la ruta la Región que lleva su nombre: Atacama.

### Categoría evolución

#### Etapa 1: Iquique - Calama
Comenzando en los estacionamientos del Mall Plaza Iquique a las 9:00 en orden Emilia 3, Apolo 3 y Antünekul 2s. Los 3 vehículos solares recorren la ruta 1 camino a Tocopilla, manteniendo el orden hasta la llegada al primer punto de control unos kilómetros hacia el este de la ciudad de Tocopilla a eso de las 15.00. La etapa la gana el equipo ESUS, seguido del equipo Onda Solare, dejando en tercer lugar al equipo Ka Antü Newen.

#### Etapa 2: Calama - Toconao - Calama - San Pedro de Atacama
Comenzando a un costado del parque El Loa en orden Apolo 3, Emilia 3 y Antünekul 2s. Los 3 vehículos recorren la ruta hacia San Pedro de Atacama partiendo a las 9:00. Llegan al punto de control de Toconao los 3 vehículos solares, minutos después de su hora de cierre, dando la organización un veredicto respecto a la etapa - la hora de término del día sería a las 16:30. Lo anterior afectó completamente el desarrollo de la carrera, pues los 3 equipos aumentaron su velocidad de desplazamiento, de manera de intentar recorrer la mayor cantidad de kilómetros posibles puesto que el día siguiente las baterías se podrían recargar durante todo el día. Finalmente, es Onda Solare quien gana la etapa, seguido del equipo solar KAN y el equipo ESUS.

#### Etapa 3: Sierra Gorda - Diego de Almagro
Comenzando en la localidad minera de Sierra Gorda en orden Emilia 3, Apolo 3 y Antünekul 2s. Los 3 vehículos recorren la ruta que une Calama con Antofagasta partiendo a las 9:00. Esta es la etapa más extensa de la carrera, con más de 570 km de extensión, pero con la ventaja de que los 3 equipos parten con sus baterías cargadas a un 100%. La etapa comienza de manera normal hasta el km 26,7 de la etapa, donde el equipo ESUS tiene un problema en su controlador, debiendo abandonar la competencia. En más, serían los equipos KAN y Onda Solare quienes disputarían el trofeo de la Carrera Solar Atacama 2016. Ambos equipos llegan con diferencia de minutos al punto de control ubicado en la mano del desierto, siguiéndose desde muy cerca hasta el final de la etapa.
Es el equipo solar KAN quien llega en primer lugar a la meta de este día, ganando la 3.ª etapa TRANSELEC, siendo recibido a eso de las 19.00 en la localidad de Diego de Almagro por cientos de personas y las autoridades locales.

#### Etapa 4: Diego de Almagro - Antofagasta
Comenzando en la localidad de Diego de Almagro en orden Antünekul 2s, Emilia 3 y Apolo 3. Son solo los primeros dos equipos los que recorren la ruta de este día, pues ESUS aún no ha logrado reparar su vehículo solar.
El inicio de la etapa se desarrolla bajo una densa neblina hasta el cruce con la ruta 5 norte. En más, el tiempo cambia entre nubes y sol.
El equipo solar KAN resulta ganador de la etapa, llegando a la meta, a un costado del estadio regional de Antofagasta a las 17:59, un minuto antes del cierre de la jornada.

#### Etapa 5: Antofagasta - Pozo Almonte
Comenzando a un costado del estadio regional de Antofagasta a las 9:00 en orden Antünekul 2s, Emilia 3 y Apolo 3. Este día ESUS logra competir, habiendo reparado los problemas que tuvo su auto solar en el inicio de la etapa 3.
El momento álgido de la etapa ocurre en el punto de control 1, ubicado en el cruce de las rutas 24 con 5 norte, pues la hora de cierre es acordada a las 13:40. Es el equipo solar KAN el primero el llegar, a las 13:39, sentenciándose así el remolque de los equipos que llegarían con posterioridad hasta el siguiente punto de control (ubicado en la oficina Victoria) unos 200 km más adelante, es decir, esos kilómetros no serían contabilizados para el recorrido de los equipos remolcados.
El equipo ESUS termina llegando en primer lugar a la meta en Pozo Almonte, siendo ganador de la última etapa de la competencia, esto a pesar de haber recorrido solo 152,7 km efectivos.
Ganadores 2016 Primera categoría Solar
| Puesto | País   | Equipo           | Vehículo    | km recorridos | km efectivos (con penalizaciones) | Tiempo (h) | Velocidad promedio (km/h) |
| ------ | ------ | ---------------- | ----------- | ------------- | --------------------------------- | ---------- | ------------------------- |
| 1°     | Chile  | Equipo Solar Kan | AntüNekul2s | 1807.9        | 1736.9                            | 36.2       | 49.9                      |
| 2°     | Italia | Onda Solare      | Emilia 3    | 1698.1        | 1674.1                            | 33.6       | 50.5                      |
| 3°     | Chile  | Esus             | Apolo III   | 856.8         | 808.8                             | 26.0       | 32.9                      |

Ganadores 2016 Segunda categoría Hibrida
| Puesto | País     | Equipo         | Vehículo | km recorridos | Tiempo (h) | Velocidad promedio (km/h) |
| ------ | -------- | -------------- | -------- | ------------- | ---------- | ------------------------- |
| 1°     | Bolivia  | Equipo Bolivia | Inti-2   | 735           | 29.9       | 24.5                      |
| 2°     | Colombia | SENA           | Fenix    | 718           | 27.9       | 25.7                      |
| 3°     | Chile    | Suerya         | Vecenjo  | 699           | 31.6       | 22.1                      |